# Internazionali di Tennis di San Marino 2000 - Qualificazioni doppio
Le qualificazioni del doppio  dell'Internazionali di Tennis di San Marino 2000 sono state un torneo di tennis preliminare per accedere alla fase finale della manifestazione. I vincitori dell'ultimo turno sono entrati di diritto nel tabellone principale. In caso di ritiro di uno o più giocatori aventi diritto a questi sono subentrati i lucky loser, ossia i giocatori che hanno perso nell'ultimo turno ma che avevano una classifica più alta rispetto agli altri partecipanti che avevano comunque perso nel turno finale.
Le qualificazioni del doppio del torneo internazionale di Tennis di San Marino 2000 prevedevano 4 coppie partecipanti di cui una è entrata nel tabellone principale.

## Teste di serie
1. Marcelo Charpentier /  Stefano Tarallo (Qualificati)

1. Igor' Kunicyn /  Uros Vico (primo turno)

## Qualificati
1. Marcelo Charpentier  /   Stefano Tarallo

## Tabellone

### Legenda
| - Q = Qualificato - WC = Wild card - LL = Lucky loser | - ALT = Alternate - SE = Special Exempt - PR = Protected Ranking | - w/o = Walkover - r = Ritirato - d = Squalificato |

|  | Primo turno | Primo turno                         | Primo turno                         | Primo turno | Primo turno |  |  | Ultimo turno | Ultimo turno                        | Ultimo turno                        | Ultimo turno | Ultimo turno |  |
|  |             |                                     |                                     |             |             |  |  |              |                                     |                                     |              |              |  |
|  | 1           | Marcelo Charpentier Stefano Tarallo | Marcelo Charpentier Stefano Tarallo | 6           | 6           |  |  |              |                                     |                                     |              |              |  |
|  |             | William Forcellini Domenico Vicini  | William Forcellini Domenico Vicini  | 2           | 1           |  |  | 1            | Marcelo Charpentier Stefano Tarallo | Marcelo Charpentier Stefano Tarallo | 6            | 6            |  |
|  |             | Eduardo Medica Tomáš Zíb            | Eduardo Medica Tomáš Zíb            | 7           | 6           |  |  |              | Eduardo Medica Tomáš Zíb            | Eduardo Medica Tomáš Zíb            | 4            | 2            |  |
|  | 2           | Igor' Kunicyn Uros Vico             | Igor' Kunicyn Uros Vico             | 5           | 4           |  |  |              |                                     |                                     |              |              |  |